# Бачериков, Сергей Олегович
Сергей Олегович Бачериков (род. 24 марта 1988, пгт. Поназырево, Костромская область) — российский военнослужащий, майор. Герой Российской Федерации (2022).

## Биография
После окончания средней школы поступил в Костромское высшее военное командно-инженерное училище радиационной, химической и биологической защиты (позже Военная академия РХБЗ имени Маршала Советского Союза С. К. Тимошенко). По окончании вуза в 2011 году направлен для прохождения службы в 27-ю отдельную бригаду РХБЗ (Курская область).
С первого дня принимал участие в нападении России на Украину. Командир роты РХБЗ. При отражении одной из атак противника получил тяжёлое ранение.
Закрытым указом президента Российской Федерации присвоено звание Герой Российской Федерации.
8 ноября 2022 года Бачерикову была вручена медаль «Золотая Звезда».